# Condado de Ottawa (Ohio)
O Condado de Ottawa é um dos 88 condados do Estado americano de Ohio. A sede do condado é Port Clinton, e sua maior cidade é Port Clinton. O condado possui uma área de 1 515 km² (dos quais 855 km² estão cobertos por água), uma população de 40 985 habitantes, e uma densidade populacional de 62 hab/km² (segundo o censo nacional de 2000). O condado foi fundado em 6 de março de 1840.